# Estadi Las Gaunas
L'Estadi Las Gaunas o també Municipal Las Gaunas és un estadi de futbol ubicat a la ciutat de Logronyo, La Rioja. Va ser inaugurat el 28 de febrer de 2002 i pertany a l'Ajuntament de Logronyo. El fan servir la Sociedad Deportiva Logroñés i la Unión Deportiva Logroñés, que militen en 2a B.

## Inauguració
Las Gaunas va ser inaugurat el dijous 28 de febrer de 2002, amb un partit amistós que va enfrontar el Club Deportivo Logroñés contra el Deportivo Alavés, que militava a Primera Divisió. El resultat va ser de 2:1 a favor dels locals, i el primer gol el va marcar en el minut 17 el jugador riojà Víctor Morales. L'estadi va presentar un ple absolut i 16.000 persones van assistir a un acte per al record.
El primer partit oficial es va disputar el diumenge 3 de març de 2002 i va enfrontar el Club Deportivo Logroñés amb el Reial Saragossa B, en partit corresponent a la 27a jornada del grup II de la Segona Divisió B de la temporada 2001-2002. El resultat va ser de 0:1 a favor dels visitants.

## Història
El vell camp de Les Gaunas es va situar en unes finques, al sud de Logronyo, propietat de les germanes Gaona. Aquests "terrenys de les Gaonas", per deformació provocada per la hiatofobia del castellà, es van convertir en "terrenys de les Gaunas", i donen el nom a l'estadi.
El 15 de juny de 1924 va ser inaugurat amb un partit que va enfrontar el CD Logroño i l'equip francès del Vie au Grand Air. El resultat va ser de 3:0 i el primer gol el va marcar el riojà Ramón Castroviejo, que amb el pas dels anys es va convertir en un famós oftalmòleg.
Durant la seva història va sofrir diverses ampliacions i remodelacions que es van sumar a la inicial tribuna central. El 1944 es va dividir el camp en Preferència i General, i s'hi van iniciar les obres de tancament. El 1957 s'hi va construir la tribuna gol sud. El 30 d'agost de 1969 s'hi va inaugurar la il·luminació artificial en un partit contra l'Elx. El 1987 s'hi van crear les tribunes de fons nord i lateral nord, a més de la zona de vestidors. I el 1988 s'hi va ampliar la tribuna sud.
El 19 de març de 1998 van començar les obres de construcció del nou Estadi Les Gaunas, però per diversos motius i problemes econòmics no van acabar fins a 2002, cosa que allargà la vida del vell estadi, que va ser derruït aquell mateix estiu. L'últim partit que es va disputar al vell Les Gaunas va ser el corresponent a la 25a jornada del grup II de la Segona Divisió B de la temporada 2001/02 i que va enfrontar el Club Esportiu Logroñés i l'Hospitalet amb el resultat d'1:0 a favor dels de La Rioja.
L'actual Estadi Les Gaunas s'erigeix a pocs metres d'on es trobava el vetust estadi; els terrenys han donat pas a un parc i edificis d'habitatges.

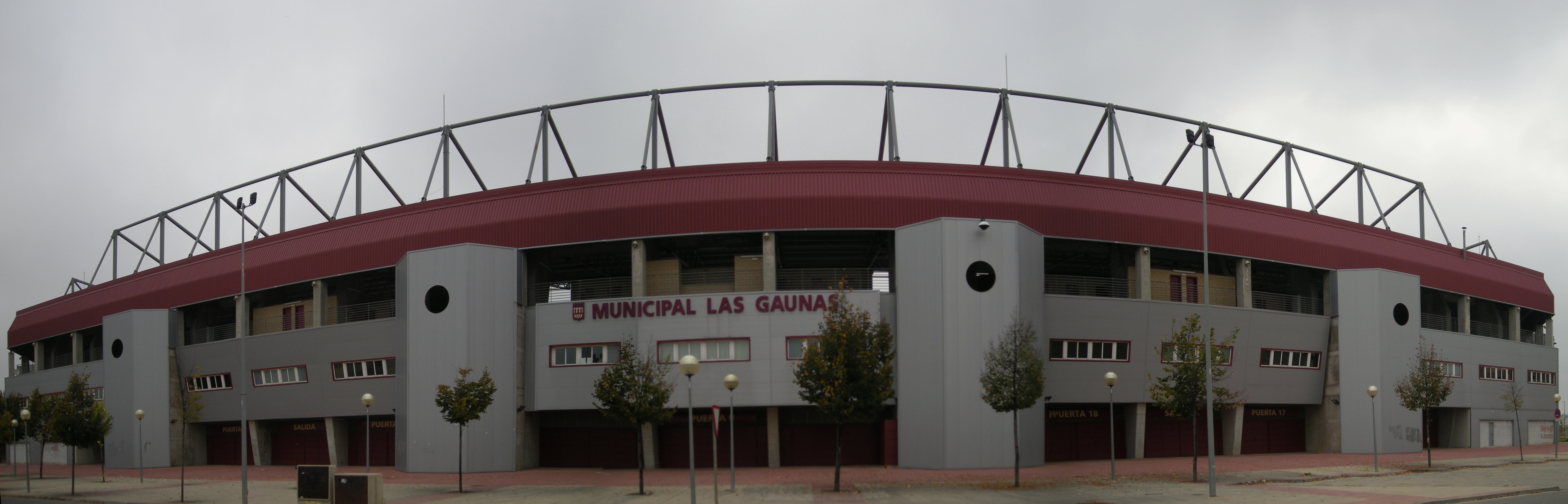
Vista panoràmica de l'exterior de l'estadi.

## Altres usos
Cada 5 de gener al matí aterren a la gespa de l'estadi els helicòpters que porten Ses Majestats els Reis Mags d'Orient. Fan una volta al camp en què saluden a la multitud congregada. En el seu honor hi ha a l'exterior de l'estadi una rotonda, en la qual es creuen l'avinguda Moncalvillo amb el carrer Clavijo, que rep el nom de Jardí dels Reis Mags.
El 20 de juny de 2009, el Rugby Club Rioja hi va organitzar el I Torneig Ciutat de Logronyo de rugbi a set. L'equip guipusccoà Ordizia va guanyar el conjunt local a la final. La segona edició d'aquest esdeveniment es va dur a terme el 19 de juny de 2010, i l'equip francès Stade Hendayais es va imposar entre els vuit participants.
Des d'agost de 1972, el Club Deportivo Berceo hi organitza el torneig juvenil de futbol "Ciutat de Logronyo". El 2011 es va disputar la XXXIX edició a l'Estadi Mundial 82, per preservar la gespa de Las Gaunas per al partit de la selecció espanyola.
El Club Deportivo Valvanera hi organitza el Torneig Nacional Aleví de Futbol 7 Sant Bernabé. Aquest torneig s'ha desenvolupat en aquest estadi des de juny de 2005, excepte el 2007 i el 2008. Compta amb presència del planter d'equips nacionals de primer nivell. El 2011 es va disputar el 18 i 19 de juny i es va imposar l'Atlètic de Madrid. En futbol base també s'ha disputat en aquest estadi alguna fase final de la Copa Coca Cola.
El juliol de 2008 s'hi va celebrar una concentració de Testimonis de Jehovà, a la qual van acudir 4500 persones.
A l'antic estadi Las Gaunas es van celebrar ocasionalment concerts d'estiu de cantants de prestigi estatal, com ara Ana Belén i Víctor Manuel o Rocío Jurado.